# Al-Ghat
Al-Ghat (arabisk: الغاط; tr. El-Gh'at) er en by i det centrale Saudi-Arabien med 8.746 (2010) indbyggere. Byen ligger i den nordlige del af landets Riyadh-region.